# BMW 3 Серії Compact
BMW 3 Серії Compact — автомобіль, який випускався компанією BMW з 1993 по 2004 рік. 3-дверна версія хетчбека BMW 3 серії, яка спочатку базувалася на платформі E36, а потім перейшла на платформу E46 у 2001 році.
Початкові моделі оснащувалися чотирициліндровими бензиновими двигунами, з роками асортимент розширювався, включаючи чотирициліндровий двигун на стисненому природному газі, чотирициліндрові дизельні двигуни та шестициліндрові бензинові двигуни. На відміну від більшості конкурентів хетчбеків, 3 Series Compact використовує задній привід (замість переднього приводу).
У 2004 році 3 Сері Compact замінили на 1 серію. 3-я серія GT, представлена у 2013 році, не є наступником 3-ї серії Compact, попри використання заднього отвору хетчбека.

## Перше покоління (E36; 1994)
Випущений у 1994 році E36 3 Серії Compact (код моделі E36/5) був першим хетчбеком BMW після того, як у 1974 році було знято з виробництва модель Touring 2002 року.
Від переднього бампера до передньої стійки E36/5 ідентичний седану E36. Починаючи від задньої стійки A, E36/5 є унікальним серед інших у лінійці E36. Хоча загальна довжина E36/5 становить приблизно на 200 міліметрів коротше, ніж решта E36 серії 3, довжина колісної бази однакова.
З середини 1995 року був доступний великий люк, закритий складним брезентовим дахом. Ця модель була відома як California Top Edition або Open Air Edition.

У вересні 1996 року (модельний рік 1997) 3-я серія Compact отримала рестайлінг. Зміни включали переглянуті задні ліхтарі, решітку радіатора, бампери та дзеркала.

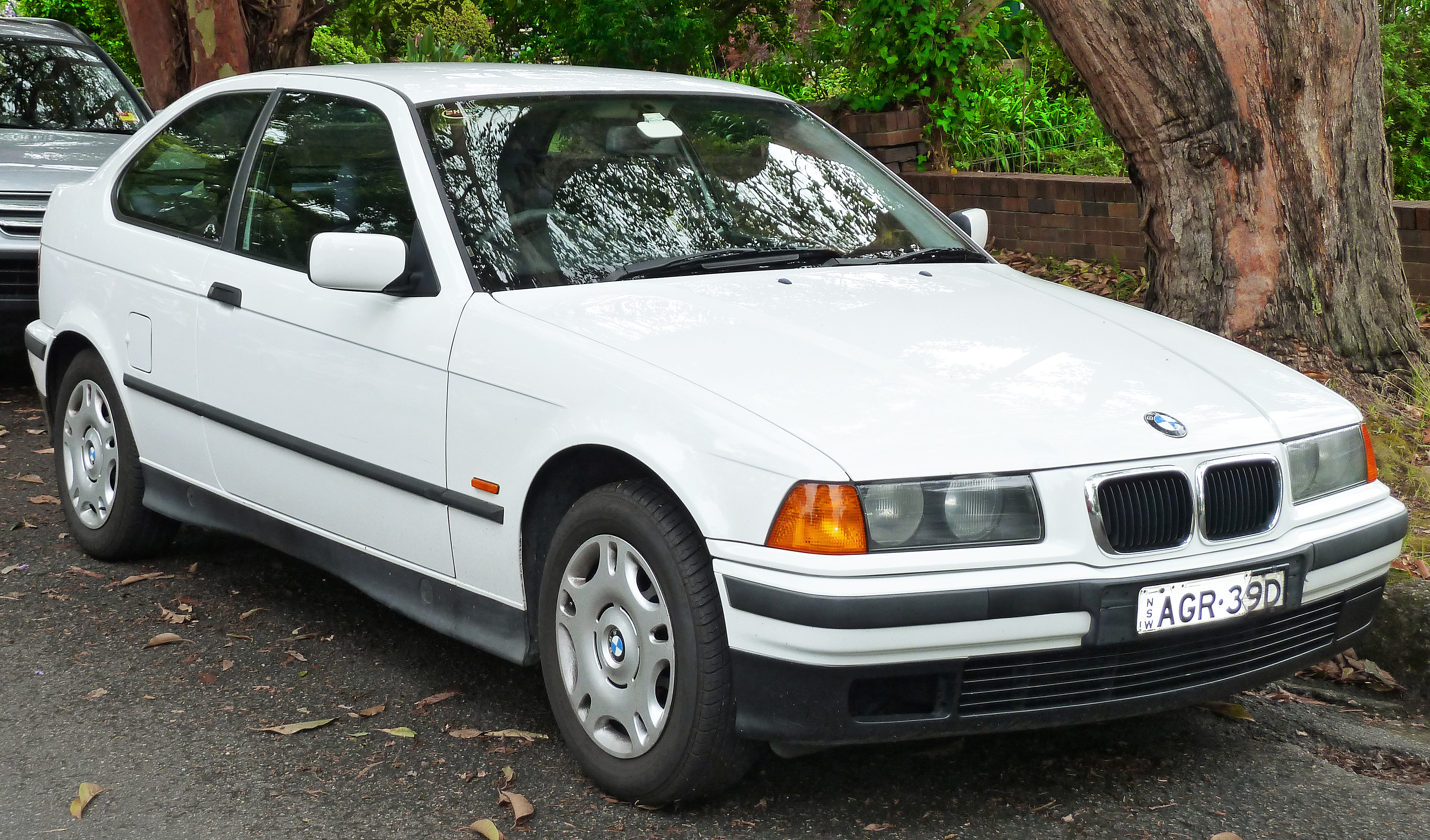
Постліфтинг 316i перед
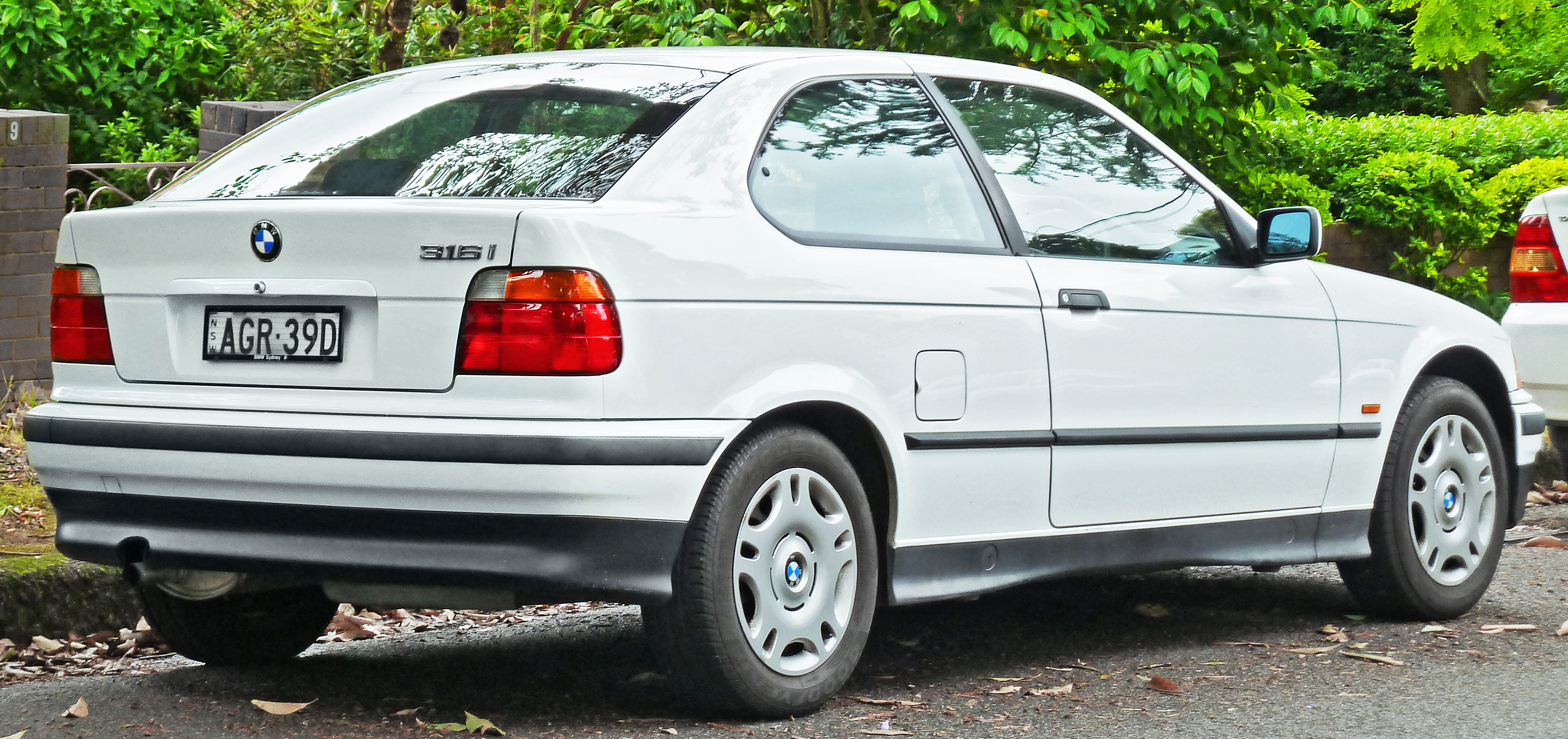
Постліфтинг 316i зад

### Моделі
| Назва           | Роки           | Двигун             | Потужність                                | Крутний момент                        | 0-100 км/год (62 милі/год) | Найвища швидкість         |
| --------------- | -------------- | ------------------ | ----------------------------------------- | ------------------------------------- | -------------------------- | ------------------------- |
| 316i            | 1994–1999 роки | 1,6 л M43 I4       | 75 кВт (102 PS; 101 к. с.) на 5500 об/хв  | 150 Н⋅м (111 фунт⋅фут) на 3900 об/хв  | 12,3 секунди               | 188 км/год (117 миля/год) |
| 316i            | 1999–2000 роки | 1,9 л M43 I4       | 77 кВт (105 PS; 103 к. с.) на 5300 об/хв  | 165 Н⋅м (122 фунт⋅фут) на 2500 об/хв  | 11,9 секунди               | 190 км/год (118 миля/год) |
| 316 г*          | 1995–2000 роки | 1,6 л M43 I4       | 60 кВт (82 PS) на 5500 об/хв              | 127 Н⋅м (94 фунт⋅фут) на 3900 об/хв   | 15,6 секунди               | -                         |
| 318ti           | 1994–1995 роки | 1,8 л M42 I4       | 103 кВт (140 PS; 138 к. с.) на 6000 об/хв | 175 Н⋅м (129 фунт⋅фут) на 4500 об/хв  | 9,9 секунди                | 209 км/год (130 миля/год) |
| 318ti           | 1995–1998 роки | 1,9 л М44 I4       | 103 кВт (140 PS; 138 к. с.) на 6000 об/хв | 180 Н⋅м (133 фунт⋅фут) на 4300 об/хв  | 9,9 секунди                | 209 км/год (130 миля/год) |
| 323ti           | 1997–2001 роки | 2,5 л M52 рядний-6 | 125 кВт (170 PS; 168 к. с.) на 5500 об/хв | 245 Н⋅м (181 фунт⋅фут) на 3950 об/хв  | 7,8 секунди                | 230 км/год (143 миля/год) |
| 318tds (дизель) | 1995–2001 роки | 1,7 л M41 турбо I4 | 66 кВт (90 PS; 89 к. с.) на 4400 об/хв    | 190 Н⋅м (140 фунтс⋅фут) на 2000 об/хв | 13,9 секунди               | 175 км/год (109 миля/год) |

## Друге покоління (E46/5; 2000)

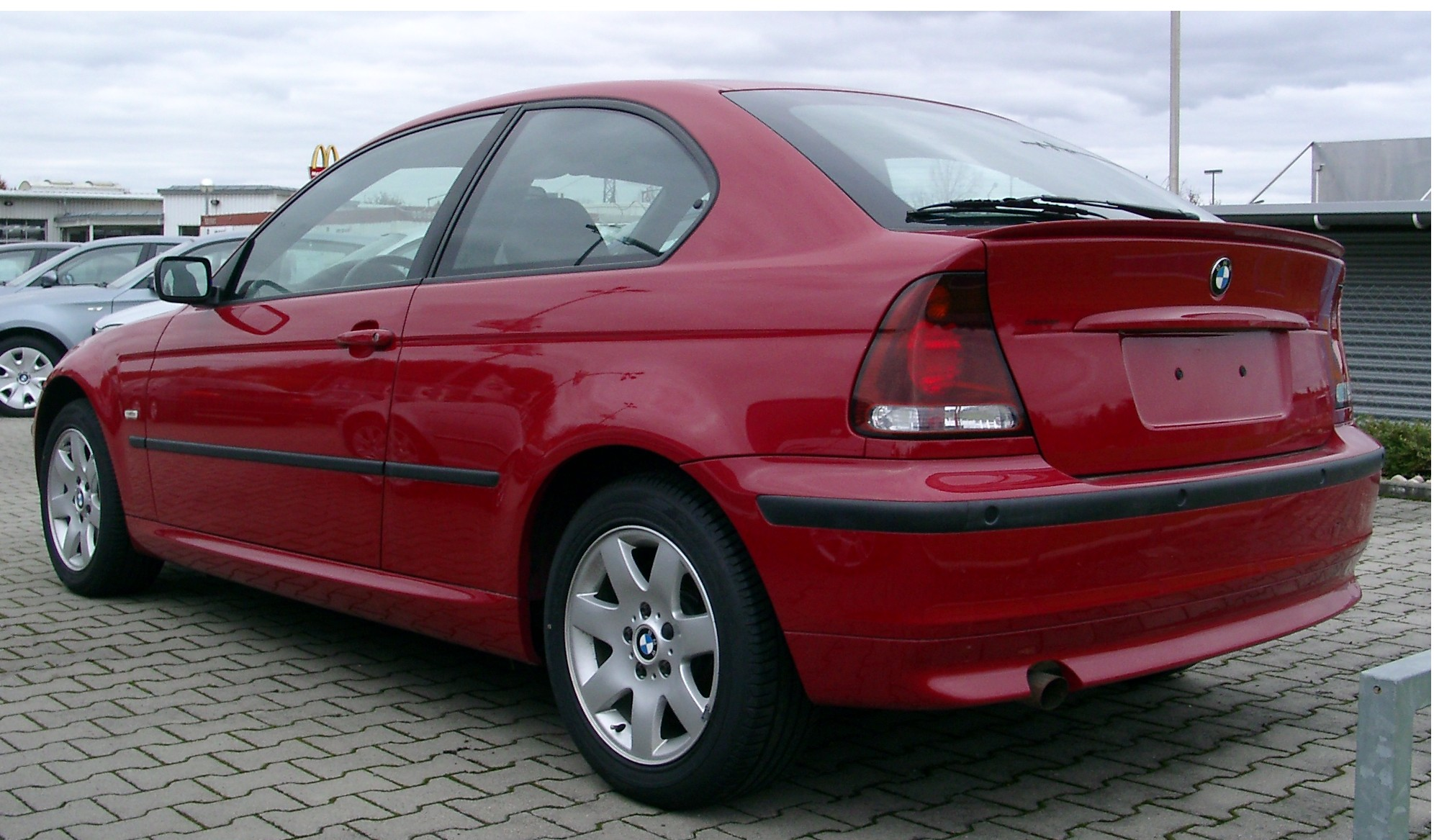
Задній вид

У 2000 році 3 Серії Compact було перероблено з використанням нової на той час платформи E46. Цей оновлений Compact має код моделі E46/5.
Що стосується решти лінійки E46, колісна база була збільшена на 25 мм. Загальна довжина також збільшена на 52 мм.
Зовнішній стиль має декілька відмінностей від решти лінійки E46 3-ї серії, зокрема характерні фари та задні ліхтарі. Механічно Compact має багато схожих елементів з рештою лінійки E46, однак рульова рейка має швидше передаточне число.
E46/5 не продавався в Північній Америці, оскільки його попередник не мав успіху в продажах на цьому ринку.

### Моделі

#### Бензинові двигуни
| Модель | Роки           | Двигун                        | Потужність                                | Крутний момент                         |
| ------ | -------------- | ----------------------------- | ----------------------------------------- | -------------------------------------- |
| 316ti  | 2002–2004 роки | 1,6 л (1 596 см3) N40B16 I4 * | 85 кВт (116 PS; 114 к. с.) на 6100 об/хв  | 150 Н⋅м (111 фунтс⋅фут) на 4300 об/хв  |
| 316ti  | 2004 рік       | 1,6 л (1 596 см3) N45B16 I4†  | 85 кВт (116 PS; 114 к. с.) на 6000 об/хв  | 150 Н⋅м (111 фунтс⋅фут) на 4300 об/хв  |
| 316ti  | 2001–2004 роки | 1,8 л (1 796 см3) N42B18 I4   | 85 кВт (116 PS; 114 к. с.) на 5600 об/хв  | 175 Н⋅м (129 фунтс⋅фут) на 3750 об/хв  |
| 316ti  | 2004 рік       | 1,8 л (1 796 см3) N46B18 I4   | 85 кВт (116 PS; 114 к. с.) на 5600 об/хв  | 175 Н⋅м (129 фунтс⋅фут) на 3750 об/хв  |
| 318ti  | 2001–2004 роки | 2,0 л (1 995 см3) N42B20 I4   | 105 кВт (143 PS; 141 к. с.) на 6000 об/хв | 200 Н⋅м (148 фунтс⋅фут) при 3750 об/хв |
| 318ti  | 2004 рік       | 2,0 л (1 995 см3) N46B20A I4  | 105 кВт (143 PS; 141 к. с.) на 6000 об/хв | 200 Н⋅м (148 фунтс⋅фут) при 3750 об/хв |
| 325ti  | 2001–2004 роки | 2,5 л (2 494 см3) M54B25 I6   | 141 кВт (192 PS; 189 к. с.) на 6000 об/хв | 245 Н⋅м (181 фунтс⋅фут) на 3500 об/хв  |

* Використовується замість двигуна N42 у країнах, де податок на транспортні засоби надає перевагу меншим двигунам.
† Використовується замість двигуна N46 у країнах, де податок на транспортні засоби надає перевагу меншим двигунам.

#### Дизельні двигуни
| Модель | років          | Двигун                              | потужність                                | Крутний момент                        |
| ------ | -------------- | ----------------------------------- | ----------------------------------------- | ------------------------------------- |
| 318td  | 2003–2004 роки | 2,0 л (1 951 см3) M47D20 турбо I4   | 85 кВт (116 PS; 114 к. с.) на 4000 об/хв  | 280 Н⋅м (207 фунтс⋅фут) на 1750 об/хв |
| 320td  | 2001–2004 роки | 2,0 л (1 951 см3) M47D20TÜ турбо I4 | 110 кВт (150 PS; 150 к. с.) на 4000 об/хв | 330 Н⋅м (243 фунтс⋅фут) на 2000 об/хв |